# Mervyn Bennion
Pour les articles homonymes, voir Bennion.
Mervyn Sharp Bennion, né le 5 mai 1887 à Vernon (Utah) et mort le 7 décembre 1941 à Pearl Harbor, est un officier de la Marine américaine. Il mourut pendant l'attaque de Pearl Harbor par l'armée japonaise.
Il fut décoré à titre posthume de la Medal of Honor pour son « dévouement remarquable au devoir, un courage extraordinaire, et au mépris de sa propre vie ». Il avait continué à commander l'USS West Virginia alors qu'il était en train d'agoniser, éventré par un éclat de bombe.
Le destroyer USS Bennion mis en service le 4 juillet 1943 a été nommé en son honneur.

## Biographie
Mervyn Bennion est né le 5 mai 1887 à Vernon. Il était un membre de l'Église de Jésus-Christ des saints des derniers jours. Son grand-père, John Bennion, avait émigré vers l'Utah avec les pionniers mormons et élevé avec du bétail près de Taylorsville, Utah. Bennion fut diplômé en 1910 troisième de sa classe de l'Académie navale d'Annapolis. Par coïncidence, son jeune frère Howard Bennion, fut diplômé premier de sa classe en 1912 de l'Académie militaire de West Point.
Sa première affection fut le USS California dans une division d'ingénierie. Il devint un spécialiste de l'armement.
Mervyn Bennion commanda tout d'abord le destroyer USS Bernadou, puis le Destroyer Division One. Il assura le commandement de l'USS West Virginia à partir du 2 juillet 1941.
Le captain Bennion a été tué au combat pendant attaque de Pearl Harbor par les japonais le 7 décembre 1941, alors qu'il commandait le cuirassé West Virginia. Le commandant Bennion fut frappé par l'éclat d'un d'obus qui détruisit une partie de la passerelle de commandement. Doris Miller, cuisinier de troisième classe et plusieurs autres marins tentèrent d'emmener Bennion vers un poste de secours, mais il refusa de quitter son poste. Utilisant l'une de ses mains pour tenir ses blessures, il s'est vidé de son sang tout en commandant son équipage.
Le captain Bennion a reçu à titre posthume la Medal of Honor. Il est inhumé à Salt Lake City, Utah.
Il a été interprété par Peter Firth dans le film de 2001, Pearl Harbor.